# Peter Charles Doherty
Peter Charles Doherty (Brisbane, Austràlia, 1940) és un immunòleg australià guardonat amb el Premi Nobel de Medicina o Fisiologia l'any 1996.

## Biografia
Va néixer el 15 d'octubre de 1940 a la ciutat de Brisbane, capital de l'estat de Queensland. Va estudiar veterinària a la Universitat de Queensland, on es graduà el 1962, i el 1970 es doctorà a la Universitat d'Edimburg a Escòcia.
Doherty passa tres mesos a l’any investigant a l’Hospital de Recerca Infantil St. Jude de Memphis, Tennessee, on és membre del professorat del Centre de Ciències de la Salut de la Universitat de Tennessee a través de la Facultat de Medicina. Durant els altres 9 mesos de l’any, treballa al Departament de Microbiologia i Immunologia de la Universitat de Melbourne, Victoria.

## Recerca científica
Inicià la seva recerca científica en els mecanismes que regeixen els sistema immunitari. Treballant amb rates infectades del virus de la meningitis, i en col·laboració amb Rolf Martin Zinkernagel va aconseguir comprovar com aquests animals desenvolupaven limfòcits T capaços de destruir les cèl·lules infectades. Alhora però observaren com aquesta capacitat era innata en els animals que havien desenvolupat aquest limfòcit per ells mateixos.
L'any 1996 fou guardonat, juntament amb Rolf M. Zinkernag, amb el Premi Nobel de Medicina o Fisiologia per les seves investigacions sobre la resposta immunitària de les cèl·lules.